# Gülistu Kadin
Gülistu Kadın (turco ottomano: کلستو خانم, lett. "rosa di giardino"; anche nota come Gülüstü Kadın, Gülistu Hanim, Gülüstu Hanim, alla nascita Fatma Çaçba; Abcasia, 1830 – Istanbul, maggio 1861) è stata una principessa abcasa, consorte del sultano ottomano Abdülmecid I e madre di Mehmed VI, ultimo sultano dell'Impero ottomano.

## Origini
Nacque nel 1830, originaria dell'Abcasia, come Principessa Fatma Hanim, della nobile famiglia abcasa dei Çaçba. Suo padre era il principe Tahir Bey Çaçba, parente di Kelesh Ahmed-Bey Shervashidze, capo del Principato di Abcasia.
Ancora bambina, venne mandata alla corte del sultano ottomano a Istanbul, dove come da regola cambiò nome, assumendo quello di Gülistu. Venne descritta come una donna alta e graziosa.

## Consorte imperiale
Nel 1854 Gülistu divenne una consorte del sultano ottomano Abdülmecid I. Inizialmente le venne dato il rango di "Quarta Ikbal" (favorita) con il titolo di Gülistu Hanim, e nel 1860 venne promossa a "Quarta Kadın" (consorte) col titolo di Gülistu Kadın.
Era la nuora favorita di Bezmiâlem Sultan, madre e Valide Sultan di Abdülmecid.
Diede al sultano un figlio, Mehmed VI Vahdeddinin, ultimo Sultano dell'Impero ottomano; e tre figlie, fra cui due gemelle morte neonate.

## Morte
Morì nel maggio 1861, poco dopo la nascita del suo ultimo figlio e un mese prima della morte dello stesso Abdülmecid, forse di colera.
Venne sepolta nel suo mausoleo nella moschea Fatih, insieme alle figlie.

## Conseguenze
Essendo morta prima dell'ascesa al trono del figlio, non fu mai Valide Sultan.
Dopo la sua morte, sua figlia Mediha Sultan venne adottata dalla consorte Verdicenan Kadın, e suo figlio Mehmed  dalla consorte Şayeste Hanim.

## Discendenza
Da Abdülmecid I, ebbe tre figlie e un figlio:
- Zekiye Sultan (26 febbraio 1855 - 19 febbraio 1856). Gemella di Fehime Sultan. Sepolta nel mausoleo Gülistu Kadın.
- Fehime Sultan (26 febbraio 1855 - 10 novembre 1856). Gemella di Zekiye Sultan. Sepolta nel mausoleo Gülistu Kadın.
- Mediha Sultan (30 luglio 1856 - 9 novembre 1928). Adottata da Verdicenan Kadın dopo la morte della madre. Si sposò due volte ed ebbe un figlio.
- Mehmed VI Vahideddin (14 gennaio 1861 - 16 maggio 1926). Venne adottato poco dopo la nascita da Şayeste Hanim, avendo perso la madre. 36º e ultimo Sultano dell'Impero ottomano.

## Cultura popolare
- Gülüstü è un personaggio del romanzo storico del 2009 di Hıfzı Topuz, Abdülmecit: İmparatorluk Çökerken Sarayda 22 Yıl: Roman[14].